# Polycentropus grellus
Polycentropus grellus is een schietmot uit de familie Polycentropodidae. De soort komt voor in het Nearctisch gebied.